# 2007年2月體育
| 2007年體育： | ← \| 1月 \| 2月 \| 3月 \| 4月 \| 5月 \| 6月 \| 7月 \| 8月 \| 9月 \| 10月 \| 11月 \| 12月 \| → |
|              |                                                                                               |

## 2月18日
- 國際米蘭以一比零小勝卡利亞里，取得意甲聯賽第16場連勝，打破拜仁慕尼黑及皇家馬德里創造了歐洲五大聯賽的連勝紀錄。新浪網[永久]

## 2月14日
- 國際足協最後公佈的世界排名，意大利超越巴西13年多來首次登上首名，終止巴西隊佔據55個月首名的紀錄。都會日報

## 2月5日
- 2007年亞細安足球錦標賽決賽，新加坡總比數以三比二擊敗泰國成功衛冕冠軍。中國報

## 2月4日
- 美國第41屆超級盃美式足球賽，印第安那小馬以29比17擊敗芝加哥熊，自1970年後第二度奪得冠軍。大紀元時報（页面存档备份，存于）

## 2月2日
- 一場由卡坦尼亞主場對巴勒莫的意大利甲組聯賽中發生球迷騷亂，導致一名警員死亡，另一警員則重傷，意大利足總決定無限期暫停所有聯賽賽事。雅虎香港